# Ideal regulat
În matematică, în special în teoria inelelor⁠(d), un ideal regulat se poate referi la mai multe concepte.
În teoria operatorilor⁠(d), un ideal drept {\displaystyle {\mathfrak {i}}} într-un inel A, posibil fără unitate, se spune că este regulat (sau modular) dacă în A există un element e astfel încât {\displaystyle ex-x\in {\mathfrak {i}}} pentru orice {\displaystyle x\in A}.
În algebra comutativă un ideal regulat se referă la un ideal care nu conține divizori ai lui zero. Elementele inelelor comutative care nu sunt divizori ai lui zero se numesc elemente regulate. Acest articol va folosi termenul „ideal de elemente regulate” pentru a ajuta la distingerea acestui tip de ideal.
Un ideal bilateral {\displaystyle {\mathfrak {i}}} al unui inel R poate fi numit și ideal regulat (von Neumann) dacă pentru orice element x din {\displaystyle {\mathfrak {i}}} există un y în {\displaystyle {\mathfrak {i}}}, astfel încât xyx = x.
Deoarece adjectivul regulat a fost supraîncărcat, acest articol adoptă adjectivele alternative modular, element regulat și regulat von Neumann pentru a distinge între concepte.

## Proprietăți și exemple

### Ideale modulare
Noțiunea de ideale modulare permite generalizarea diferitelor caracterizări ale idealelor dintr-un inel cu unitate la inele fără unitate.
Un ideal bilateral {\displaystyle {\mathfrak {i}}} este modular dacă și numai dacă {\displaystyle A/{\mathfrak {i}}} este un unel cu unitate. Într-un inel cu unitate orice ideal este modular, deoarece alegerea e = 1 funcționează pentru orice ideal drept. Deci, noțiunea este mai interesantă pentru inele fără unitate, cum ar fi algebrele Banach⁠(d). Din definiție este ușor de observat că un ideal care conține un ideal modular este el însuși modular.
Oarecum surprinzător, este posibil să se demonstreze că și în inele fără unitate un ideal modular drept este conținut într-un ideal maximal drept. Totuși, este posibil pentru un inel fără unitate să lipsească în totalitate idealele modulare drepte.
Intersecția tuturor idealelor maximale drepte care sunt modulare este radicalul Jacobson⁠(d).
Exemple
- În inelul fără unitate al numerelor întregi pare, (6) este regulat ({\displaystyle e=4}), în timp ce (4) nu este.
- Fie M un A-modul simplu drept. Dacă x este un element nenul în M, atunci anulatorul lui x este un ideal maximal normal drept din A.
- Dacă A este un inel fără ideale maximale drepte, atunci A nu poate avea nici măcar un singur ideal modular drept.

### Ideale de elemente regulate
Orice inel cu unitate are cel puțin un ideal de element regulat: idealul trivial R însuși. Idealele de elemente regulate ale inelelor comutative sunt ideale esențiale. Într-un inel semiprim Goldie drept, reciproca este valabilă: idealele esențiale sunt toate idealele de elemente regulate.
Deoarece produsul a două elemente regulate (care nu sunt divizori ai lui zero) ale unui inel comutativ R este și el un element regulat, este evident că produsul a două ideale de elemente regulate este și el un ideal de element regulat. Evident, orice ideal care conține un ideal de element regulat este și el un ideal de elemente regulate.
Exemple
- Într-un domeniu de integritate orice element nenul este un element regulat, deci orice ideal nenul este un ideal de elemente regulate.
- Nilradicalul unui inel comutativ este compus în întregime din elemente nilpotente, prin urmare niciun element nu poate fi regulat. Acest lucru oferă un exemplu de ideal care nu este un ideal de elemente regulate.
- Într-un inel artinian orice element este fie inversabil, fie un divizor al lui zero. Din acest motiv, un astfel de inel are un singur ideal de elemente regulate: chiar R.

### Ideale regulate von Neumann
Din definiție, este clar că R este un inel regulat von Neumann⁠(d) dacă și numai dacă R este un ideal regulat von Neumann. Următoarea afirmație este o lemă relevantă pentru idealele regulate von Neumann:
Lemă: Pentru un inel R și idealul propriu J care conține un element a, în J există și elementul y astfel încât a = aya dacă și numai dacă în R există un element r astfel încât a = ara.
Demonstrație: Condiția „numai dacă” este o tautologie. Pentru condiția "dacă" există a = ara = arara. Deoarece a este în J, la fel este și rar, și astfel punând y = rar rezultă concluzia.
Ca o consecință a acestei leme, este evident că orice ideal al unui inel regulat von Neumann este un ideal regulat von Neumann. O altă consecință este că dacă J și K sunt două ideale ale lui R, astfel încât J ⊆ K și K este un ideal regulat von Neumann, atunci J este și el un ideal regulat von Neumann.
Dacă J și K sunt două ideale ale lui R, atunci K este regulat von Neumann dacă și numai dacă atât J este un ideal regulat von Neumann, cât și K/J este un inel regulat von Neumann.
Orice inel are cel puțin un ideal regulat von Neumann, și anume {0}. În plus, orice inel are un ideal maximal regulat von Neumann care conține toate celelalte ideale regulate von Neumann, iar acest ideal este dat de
{\displaystyle M=\{x\in R\mid RxR\ {\text{este un ideal regulat von Neumann }}\}.}
Exemple
- După cum s-a menționat mai sus, orice ideal al unui inel regulat von Neumann este un ideal regulat von Neumann.
- Este bine cunoscut faptul că un inel local⁠(d) care este și un inel regulat von Neumann este un corp. Fie R un inel local care nu este un corp și se notează idealul maximal drept unic cu J. Atunci R nu poate fi regulat von Neumann, dar R/J, fiind un corp, este un inel regulat von Neumann. În consecință, J nu poate fi un ideal regulat von Neumann, chiar dacă este maximal.
- Un domeniu simplu care nu este un corp are numărul minim posibil de ideale regulate von Neumann: doar idealul {0}.